# Vega de San Mateo
Vega de San Mateo és un municipi de l'illa de Gran Canària, a les illes Canàries. Comprèn els nuclis de Aríñez, La Bodeguilla, Camaretas, Cueva Grande, Hoya del Gamonal, Las Lagunetas, La Lechucilla, La Lechuza, Risco Prieto, Utiaca, Vega de San Mateo, La Yedra, Cruz de Tejeda, Cruz del Herrero, Cruz del Saucillo, Galas, El Gallego, Lomo Carbonero i La Solana.

## Demografia i població
Demografia i població
| Any  | Població | Densitat   |
| ---- | -------- | ---------- |
| 1991 | 6.153    | -          |
| 1996 | 7.316    | -          |
| 2001 | 6.979    | 183,65/km² |
| 2002 | 7.575    | -          |
| 2003 | 7.610    | 200,85/km² |
| 2004 | 7.617    | 199,66/km² |
| 2006 | 7.661    | 202,40/km² |
| 2007 | 7.611    | 200,87/km² |

## Política i govern
| 1987-1991 |                              |
| 1991-1995 | Francisco Ojeda Martel       |
| 1995-2006 | Miguel Hidalgo Sánchez (ASM) |
| 2006-2007 | Gregorio González Vega (ASM) |
| 2007-2011 | Gregorio González Vega (ASM) |

## Persones il·lustres
- Emilio González Déniz, escriptor
- Antolín Dávila, escriptor
- Rafael Franquelo, escriptor
- María del Carmen Naranjo Santana, historiadora
- Paco Juan Déniz, pintor
- Juan José Gil, pintor
- Rafael Monagas, pintor